# 211-я пехотная дивизия (вермахт)
211-я пехотная дивизия (нем. 211. Infanterie-Division) — тактическое соединение сухопутных войск нацистской Германии.

## История существования
Дислокации:
- Германия: сентябрь 1939 — февраль 1941
- Франция: февраль 1941 — январь 1942
- СССР: январь 1942 — декабрь 1944
- Выведена с фронта в 1944 году.

Образована в августе 1939 года в период третьей волны мобилизации. До февраля 1941 года охраняла франко-германскую границу, в феврале месяце была переброшена в Реймс и Осер для подавления партизанского движения, а затем направлена в Бретань. В середине января 1942 года отправлена на Восточный фронт, обороняла Брянск до лета 1943 года. После этого передислоцирована в Белоруссию и была распределена по городам Дорогобуж, Невель и Витебск. В боях за польскую крепость Розань понесла потери и была эвакуирована. В сентябре 1944 безуспешно атаковала советские войска на Ружанском плацдарме. Позднее в декабре 1944 года переименована в 211-ю народную пехотную дивизию (211. Volksgrenadier-Division), в январе 1945 года отправилась в Венгрию. В мае 1945 года под Ческе-Будеёвице капитулировала.

## Командование
| Время                            | Звание            | Имя                    |
| -------------------------------- | ----------------- | ---------------------- |
| 1 сентября 1939 — 4 февраля 1942 | Генерал-лейтенант | Курт Реннер            |
| 4 февраля 1942 — 16 июля 1943    | Генерал-лейтенант | Рихард Мюллер          |
| 16 июля 1943 — декабрь 1944      | Генерал-лейтенант | Йоханн Хайнрих Экхардт |

| Время                              | Звание            | Имя                     |
| ---------------------------------- | ----------------- | ----------------------- |
| 1939 — июль 1942                   | Старший лейтенант | Михаэль Россманн        |
| 24 июля 1942 — 20 февраля 1943     | Майор             | Ганс-Александр фон Фосс |
| 20 февраля 1943 — 10 сентября 1944 | Старший лейтенант | Клаус Мюллер            |
| 10 сентября — декабрь 1944         | Майор             | Валентин Майер          |

## Награды
18 человек из дивизии получили Рыцарский крест Железного креста, а 73 были удостоены награды Железного креста с золотом.

## Структура
- 306-й пехотный полк «Ойскирхен»
- 317-й пехотный полк «Кёльн»
- 365-й пехотный полк «Бонн»
- 211-й артиллерийский полк (4 батареи)
- 10-й моторизованный отряд наблюдателей
- 211-й разведотряд
- 211-й сапёрный батальон
- 211-й отряд связистов
- Резервы